# Forenet Abkhasien
Forenet Abkhasien er et abkhazisk politisk parti. 
Partiet blev grundlagt den 24. marts 2004, med det specifike mål, at opstille en kandidat til præsidentvalget i 2004. Partiet indgik en alliance med Amtsakhara bevægelsen og Aytayra partiet. De udnævnte den tidligere premierminister Sergei Bagapsh som deres kandidat, den 20. juni 2004. Bagapsh vandt valget med en lille sejr, men der måtte holdes nyt valg, på grund af en utilfredshed over resultatet for valgets nr 2 tidligere premierminister Raul Khadjima. Khadjima og Bagapsh valgte at stille op sammen, og vandt valget i 2005.
| Politisk parti | Spire Denne artikel om et politisk parti eller gruppe er en spire som bør udbygges. Du er velkommen til at hjælpe Wikipedia ved at udvide den. |